# Лиманська сільська територіальна громада
Лиманська сільська територіальна громада — територіальна громада в Україні, у Білгород-Дністровському районі Одеської області, створена рішенням Одеської обласної ради від 28 липня 2017 року в рамках адміністративно-територіальної реформи 2015–2020 років. Адміністративний центр — село Лиман.
Площа — 145.7 км², населення — 3291 мешканець (2017).
Громада утворена в результаті об'єднання Лиманської і Трапівською сільських рад. В результаті до складу громади входили 4 села: Лиман, Зарічне, Новоселиця і Трапівка.
Перші вибори відбулися 29 жовтня 2017 року.
17 липня 2020 року до громади приєднали Приморську сільську раду, таким чином в громаду ввійшли ще два населених пункти: село Приморське і Трихатки.
У склад громади входить 6 сіл.
15 липня 2025 року, відповідно до наказу №1151 Міністерства розвитку громад та територій України, територія громади входить до оновленого переліку територій бойових дій.  